# Ваглейская Виска
Ваглейская Виска — река в России, протекает погородскому округу Усинск Республики Коми. Устье реки находится в 152 км от устья реки Сэдзьвы по правому берегу. Длина реки составляет 22 км.
Берёт начало из верхнего озера из Ваглейской группы на высоте 58 м.

## Притоки
- 2 км: река без названия
- В 19 км от устья, по левому берегу реки впадает река Дзёлядё.
- 22 км: река без названия

## Данные водного реестра
По данным государственного водного реестра России относится к Двинско-Печорскому бассейновому округу, водохозяйственный участок реки — Печора от водомерного поста Усть-Цильма и до устья, речной подбассейн реки — бассейны притоков Печоры ниже впадения Усы. Речной бассейн реки — Печора.
Код объекта в государственном водном реестре — 03050300212103000081670.